# Adalaria
Adalaria is een geslacht van zeenaaktslakken (Nudibranchia) uit de familie van de sterslakken (Onchidorididae).

## Soorten
- Adalaria loveni (Alder & Hancock, 1862)
- Adalaria olgae Martynov, Korshunova, Sanamyan & Sanamyan, 2009
- Adalaria proxima (Alder & Hancock, 1854)
- Adalaria rossica Martynov & Korshunova, 2017
- Adalaria slavi Martynov, Korshunova, Sanamyan & Sanamyan, 2009
- Adalaria tschuktschica Krause, 1885
- Adalaria ultima Martynov & Korshunova, 2017

### Synoniemen
- Adalaria albopapillosa Bergh, 1880 => Adalaria proxima (Alder & Hancock, 1854)
- Adalaria beringi (Volodchenko, 1941) => Onchidoris beringi (Volodchenko, 1941)
- Adalaria derjugini Volodchenko, 1941 => Onchidoris derjugini (Volodchenko, 1941)
- Adalaria evincta Millen, 2006 => Onchidoris evincta (Millen, 2006)
- Adalaria jannae Millen, 1987 => Knoutsodonta jannae (Millen, 1987)
- Adalaria jannaella Martynov, N. Sanamyan & Korshunova, 2015 => Knoutsodonta jannaella (Martynov, N. Sanamyan & Korshunova, 2015)
- Adalaria pacifica Bergh, 1880 => Adalaria proxima (Alder & Hancock, 1854)
- Adalaria spiculoides (Volodchenko, 1941) => Onchidoris spiculoides (Volodchenko, 1941)
- Adalaria virescens Bergh, 1880 => Adalaria proxima (Alder & Hancock, 1854)